# Рамбюто, Клод-Филибер Бартело де
Клод-Филибе́р Бартело́, граф де Рамбюто́ (фр. Claude-Philibert Barthelot, comte de Rambuteau; 9 ноября 1781, Макон — 11 апреля 1869, Шарнэ-ле-Макон) — французский префект и администратор XIX века; предшественник Османа в обустройстве французской столицы.

## Биография и деятельность
При Наполеоне I был префектом, в последние годы Реставрации членом палаты депутатов (1827), где примкнул к либеральной оппозиции в противостоянии ультрароялистам, выступавшим за Карла X.
Во время июльской монархии был пэром Франции (1835) и сенским префектом (1833—1848). В этой последней должности много сделал для обустройства Парижа.

### Семья
Женился 7 марта 1808 года на Marie-Adélaïde-Charlotte de Narbonne Lara (1790—1856), внучке Людовика XV, с которой имел двух дочерей:
- Мари-Луиза (1812—1880), вышедшая замуж за Theodore Giles Louis Alphonse de Rocca (1812—1842);
- Эмабль-Франсуаза (Amable-Françoise), 16 июля 1835 вышедшая замуж за политика Jean-Jacques-Louis Lombard de Buffières (1800—1875).

## Память
В Париже имя Рамбюто носят улица и станция метро на этой улице.

## Издания
- Воспоминания Рамбюто, опубликованные его внуком (Comte de Rambuteau; Париж, 1905)